# Кантоне, Луиджи
Луиджи Кантоне (итал. Luigi Cantone, 21 июля 1917 — 6 ноября 1997) — итальянский фехтовальщик-шпажист, чемпион мира и олимпийский чемпион.

## Биография
Родился в 1917 году в Роббьо. В 1947 году стал бронзовым призёром чемпионата мира. В 1948 году на Олимпийских играх в Лондоне завоевал серебряную медаль в командной шпаге, а затем, заменив получившего травму стопы Дарио Манджаротти, принёс итальянской сборной неожиданную золотую медаль в личном первенстве. В 1949 году стал обладателем золотой медали чемпионата мира.
Позднее десять лет прожил в Бразилии, занимаясь сельским хозяйством.